# Tropidia multiflora
Tropidia multiflora är en orkidéart som beskrevs av Johannes Jacobus Smith. Tropidia multiflora ingår i släktet Tropidia och familjen orkidéer. Inga underarter finns listade i Catalogue of Life.